# George Calnan
George Charles Calnan (Boston, Estats Units 1900 - Barnegat, 1933) fou un militar i tirador d'esgrima nord-americà, guanyador de tres medalles olímpiques.

## Biografia
Va néixer el 18 de gener de 1900 a la ciutat de Boston, població situada a l'estat de Massachusetts. Fou una de les 73 víctimes de l'accident del dirigible USS Akron el 4 d'abril de 1933 a Barnegat, població situada a l'estat de Nova Jersey.

## Carrera esportiva
Membre de l'equip d'esgrima de la Marina dels Estats Units d'Amèrica, va participar, als 20 anys, en els Jocs Olímpics d'Estiu de 1920 realitzats a Anvers (Bèlgica), on no tingué èxit en la competició en l'única prova que disputà, la competició de floret individual. En els Jocs Olímpics d'Estiu de 1924 realitzats a París participà en la competició individual i per equips de floret i espasa, si bé novament sense èxit.
En els Jocs Olímpics d'Estiu de 1928 realitzats a Amsterdam (Països Baixos) aconseguí guanyar la medalla de bronze en la competició indivudal d'espasa, i finalitzà cinquè en la prova d'espasa per equips i de floret per equips, sent eliminat en semifinals en la prova individual de floret. En els Jocs Olímpics d'Estiu de 1932 realitzats a Los Angeles (Estats Units) fou l'encarregat de realitzar el Jurament Olímpic per part dels atletes en la cerimònia inaugural dels Jocs i aconseguí guanyar la medalla de bronze en la prova de floret i d'espasa per equips, a més de finalitzar setè en la prova individual d'espasa.
El 1963 fou inclòs al US Fencing Hall of Fame.